# Guerra de Successió al Regne de València
La Guerra de Successió al Regne de València és el relat d'allò succeït al Regne de València durant la Guerra de Successió Espanyola, on el 1705 es va produir una insurrecció a favor de l'Arxiduc Carles que va ser proclamat com a rei, com a la resta dels estats de la Corona d'Aragó, amb el títol de Carles III. No obstant això, el domini austriacista, com al regne d'Aragó, va durar amb prou feines dos anys a conseqüència de la derrota de les forces aliades a la batalla d'Almansa el 25 d'abril de 1707. Com a càstig per la seva rebel·lió el rei Felip V va promulgar dos mesos després el Decret de Nova Planta que va abolir les lleis i institucions pròpies, cosa que va suposar "el colp de gràcia per al Regne de València", convertit a partir de llavors, per "la imposició d'una llei i d'una administració fins llavors estrangera" en una província del Regne de Castella.

## Guerra de Successió Espanyola
La Guerra de Successió Espanyola (1701-1713/1715) va ser un conflicte bèl·lic internacional, que, a més d'afectar el conjunt d'Europa, va incloure la Guerra de la reina Anna a l'Amèrica del Nord, com també accions de pirates i corsaris a les costes de l'Amèrica espanyola. En aquesta confrontació, a més de la successió a la corona hispànica, s'hi dirimia també la qüestió de l'equilibri de poder entre les diferents potències europees, considerant-se un dels primers conflictes globals.
A la Guerra de Successió, hi destacaren com a generals el Duc de Villars, el Duc de Berwick, el Duc de Marlborough, i el príncep Eugeni de Savoia.
El 1700, Carles II de Castella i d'Aragó va morir reconeixent com a hereu universal Felip de Borbó, duc d'Anjou, net de Lluís XIV de França, qui, d'aquesta manera, esdevingué Felip V de Castella i IV d'Aragó. La guerra va començar perquè l'emperador Leopold I va reivindicar els drets de la seva nissaga a les corones hispàniques; a més, a mesura que Lluís XIV es va anar mostrant cada vegada més imperialista i agressiu, d'altres potències europees, com ara, principalment, Anglaterra, Portugal i les Set Províncies Unides dels Països Baixos van aliar-se amb l'Imperi per oposar-se a l'expansionisme francès, com també, en el cas anglès, per assegurar la successió al seu tron de prínceps protestants; de fet, la Guerra de Successió Espanyola s'inscriu dins d'allò que alguns historiadors anglesos denominen la Segona Guerra dels Cent Anys, concepte que designa la constant rivalitat anglofrancesa que existí en tots els conflictes europeus que es donaren entre 1689 i 1815.
La Guerra va finalitzar amb la signatura el 1713 del Tractat d'Utrecht i el 1714 del Tractat de Rastatt, en aplicació dels quals Felip V fou reconegut com a rei d'Espanya, però amb la condició de renunciar als seus drets al tron francès, evitant així la unió de les dues corones; l'Imperi va annexionar-se gran part dels antics dominis espanyols a Itàlia i als Països Baixos. Tanmateix, malgrat que Lluís XIV va aconseguir situar el seu net al tron espanyol, el Tractat d'Utrecht va significar la fi de l'hegemonia francesa a Europa i va iniciar l'època de l'equilibri de poders que es mantindria fins a la fi de la Primera Guerra Mundial (1914-1918). Segons l'historiador Joaquim Albareda, qui va guanyar de debò va ser Anglaterra, que va aconseguir arrencar d'Espanya prebendes comercials a Amèrica i va aconseguir que França li'n fes d'altres i a més es quedés exhausta. També segons ell, la Guerra va marcar l'entrada d'Espanya en la decadència.
Dins dels regnes hispànics, la Corona de Castella va donar suport a Felip de Borbó mentre que, després de 1705, els estats de la Corona d'Aragó s'alinearen amb el pretendent Carles d'Àustria, que oferia garanties sinceres de respecte a les llibertats tradicionals. Per això, el triomf de Felip de Borbó va significar la fi dels drets i privilegis dels regnes de la Corona d'Aragó, que foren uniformitzats segons les lleis de Castella; a la Península, la guerra va durar fins a 1715, amb la capitulació de Mallorca davant de les forces de Felip V. Entre el 1702 i el 1715 van morir més d'1.200.000 combatents.

## La Revolta dels Maulets

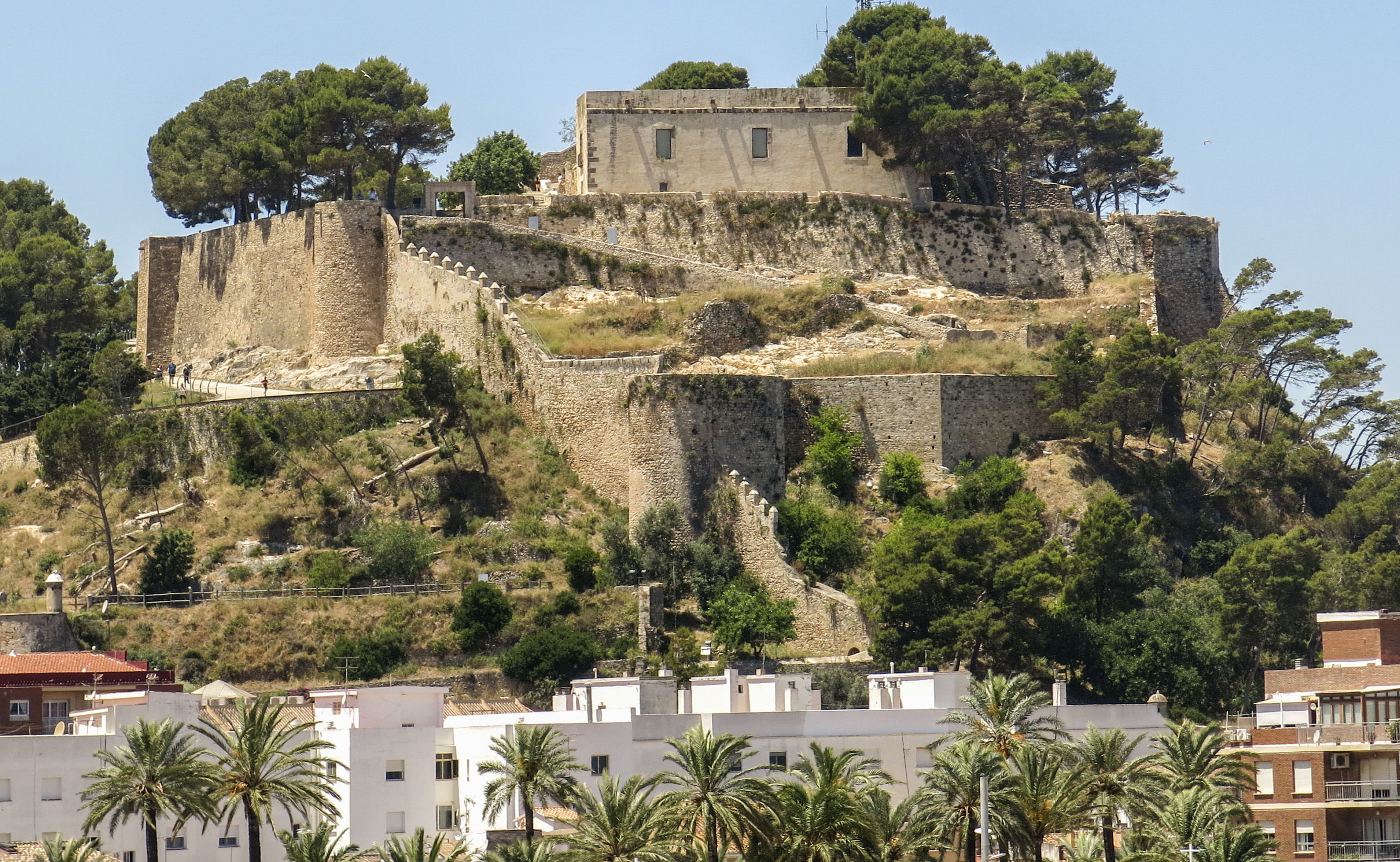
Castell de Dénia

Des del 1704, Francesc Dàvila, qui probablement era un líder de la Segona Germania que havia escapat de la repressió, va trescar per tot el sud del Regne de València explicant als camperols que Carles d'Àustria estava disposat a abolir tots els drets dels nobles. Poc després del setge de Gibraltar (5 de setembre de 1704 - 31 de març de 1705), amb l'ajut de l'estol anglès, els austracistes conqueriren Dénia, on el Regiment de cavalleria Rafael Nebot es passà a la causa austriacista, i altres places com ara Alzira; quan Joan Baptista Basset desembarcà a Altea l'agost del 1705, on l'arxiduc fou proclamat rei de València, començà la revolta dels maulets.
La resta de l'exèrcit borbònic del Regne de València fou enviat a la defensa de Barcelona, deixant el regne indefens, i Basset va cavalcar des de Dénia a València passant Gandia i Alzira, sense trobar-hi cap resistència important. Quan els nobles borbònics o les fortaleses tractaren de resistir, hi trobaren vilatans armats que els forçaren a fugir-ne. El virrei, juntament amb el duc de Gandia, una llarga llista de nobles i botiflers començaren a fugir, no cap a València, sinó cap a Castella.
La ciutat de València va obrir les portes a l'exèrcit maulet sense resistència. Més aviat al contrari, l'entusiasme popular fou immens. Alhora arribaven notícies de l'alçament austracista al Principat, on les ciutats havien foragitat l'exèrcit "filipista", i de Barcelona, on el mateix Carles III havia desembarcat triomfalment. Això ajudà a escampar la revolta des de Vinaròs i Benicarló a Vila-real i Castelló, on els maulets es feren forts. Un cop Basset es va establir a València, on exercì de virrei en la pràctica, i amb la major part del regne sota el control dels maulets (çò és, camperols armats), la seua primera mesura va ser abolir tots els tributs senyorials.
Fins i tot va anar-hi més lluny i, amb la dubtosa legalitat del seu càrrec, va deixar de pagar tot impost a la corona. A més a més, va abolir el "dret de portes", un impopular impost sobre els productes de les colònies a València. Va tolerar —i en certa manera atiar— la persecució, l'arrest i l'expulsió dels ciutadans francesos, principalment mercaders, que eren considerats per la plebs com a enemics i pels mercaders locals com a perillosos competidors.
Òbviament, les relacions amb les Potències marítimes, aliades amb Carles III, es varen restablir, reprenent el tràfic de mercaderies com abans. Alhora, Basset i els maulets arrestaven i desallotjaven els botiflers més importants, requisant les seues possessions.
El domini dels maulets -pagesos revoltats- sobre l'austracisme valencià fou tan clar que un significat borbònic como ho era el pare Josep Manuel Minyana va decidir donar el títol "De bello rústico valentino" (=Sobre la guerra rural valenciana) al llibre que, anys després, va escriure sobre la història de la guerra de successió al Regne de València. Per altra banda, un cop acabada la guerra, molts nobles valencians es queixaren a Felip V que l'abolició dels Furs del Regne de València era una mesura injusta perquè, en la seva majoria, la noblesa valenciana se li havia mantingut fidel.
Com que l'exèrcit pagès dels maulets no era capaç de resistir els atacs de les forces borbòniques, Basset va demanar ajuda al rei, és a dir, a Carles III de Castella i d'Aragó, el qual va enviar a València un contingent anglès dirigit per Charles Mordaunt, Lord Peterborough, amb el qual també hi viatjà el comte de Cardona, encarregat pel rei de posar fi als excessos plebeus de Basset i els seus maulets; evidentment, l'abolició dels tributs de la corona privava Carles III dels seus ingressos del Regne de València. Així doncs, Cardona i Peterborough van empresonar alguns col·laboradors de Basset sota l'acusació d'haver confiscat indegudament béns dels francesos i dels botiflers; per altra banda, les autoritats reials van fer sortir Basset de València, on gaudia de força popularitat, enviant-lo primer a Alzira i després a Xàtiva, encoratjant-lo a prendre part en les lluites.
Durant les celebracions populars per l'entrada de Carles III a Madrid (27 de juny de 1706), Peterborough va enviar en secret tropes a Xàtiva, amb l'ordre d'arrestar Basset i empresonar-lo en una fortalesa en mans angleses. Ara bé, quan la notícia es feu pública, el poble es revoltà. A València els crits de "Visca Basset, abans que Carles III" demostraven, en cas de dubte, quin era el sentiment majoritari dels valencians. De fet, Peterborough va haver de girar els canons per fer-los apuntar a l'interior de la ciutat i controlar la plebs. Les manifestacions de protesta duraren dies, s'enviaren cartes al rei a Barcelona, i hi hagué arreu declaracions públiques en favor de Basset i les seues reformes; tanmateix, conscients que una victòria borbònica significaria la restauració del règim senyorial enderrocat el 1704, aturaren les protestes, creient que el rei Carles repararia la injustícia i alliberaria Basset quan anés a València.

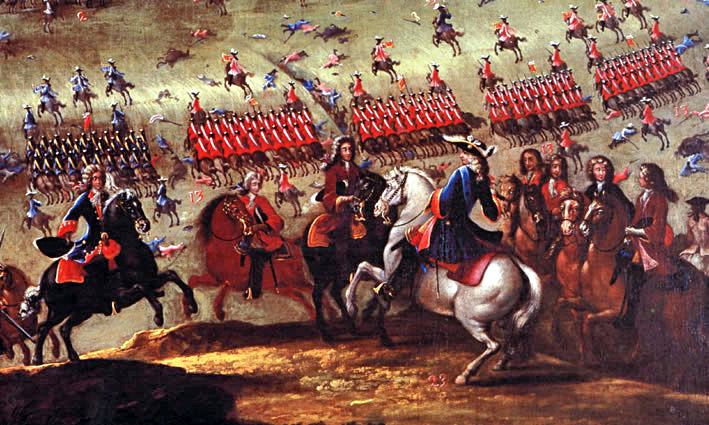
Detall de la Batalla d'Almansa, oli de Buonaventura Ligli, Museu del Prado.

## La Batalla d'Almansa
L'ofensiva borbònica contra el sud valencià s'inicià l'octubre de 1706, quan les forces de Luis Belluga y Moncada, que ja havien impedit la conquesta austracista de la ciutat de Múrcia a la batalla de l'Hort de les Bombes, s'uniren a les del duc de Berwick, el comandant en cap borbònic, i feren caure Cartagena, Oriola (el dia 11) i Elx (el 21 d'octubre), però la presència de l'exèrcit aliat a Alacant no permetia als borbònics continuar cap al nord. Per altra banda, després
d'haver estat expulsades de Madrid pel duc de Berwick, les tropes austracistes es retiraren cap al Regne de València. Llavors, Berwick es dirigí cap a Múrcia per recuperar Cartagena i mirar d'apoderar-se del sud valencià. El 8 de febrer de 1707 desembarcaren a Alacant 8.000 holandesos de reforç, i al febrer foren vençudes Xixona, Novelda i Elda. La decisió de Carles III de tornar a Barcelona significà un problema a l'exèrcit aliat, que fou privat d'una part considerable d'homes amb Berwick a les portes del Regne. El 8 d'abril, les tropes del comte de Galway i d'António Luís de Sousa, marquès das Minas, es concentraren a la Font de la Figuera i l'11 arribaren a Cabdet, des d'on entraren a Castella, a l'encalç de l'exèrcit borbònic. A Montealegre (Albacete) l'avantguarda aliada sorprengué els borbònics en retirada i la població fou presa. Berwick sabé esperar el moment oportú refugiat a Almansa, on arribà el 21 d'abril, mentre els austriacistes prengueren Villena el 22, després d'un setge de cinc dies.
A la batalla d'Almansa (25 d'abril del 1707), les tropes filipistes van vèncer les de Carles III; a continuació, l'exèrcit es dividí en dues columnes. La primera, comandada pel mateix Berwick, va prendre València sense cap resistència el 8 de juny de 1707, i la segona columna, liderada per François Bidal d'Asfeld, després d'una gran resistència va acabar cremant i destruint Xàtiva el 19 de juny de 1707, a la qual canviaren el nom pel de San Felipe, i va continuar amb la presa d'Alcoi el 8 de gener de 1708, Dénia el 17 de novembre de 1708, i el castell de Santa Bàrbara, a Alacant, el 19 d'abril de 1709. Per altra banda, els borbònics entraren també a Saragossa el 26 de maig del 1707; poc després, l'exèrcit del duc d'Orleans va assetjar Lleida, que va caure el 14 d'octubre de 1707, i Tortosa, que ho va fer el 15 de juliol de 1708.

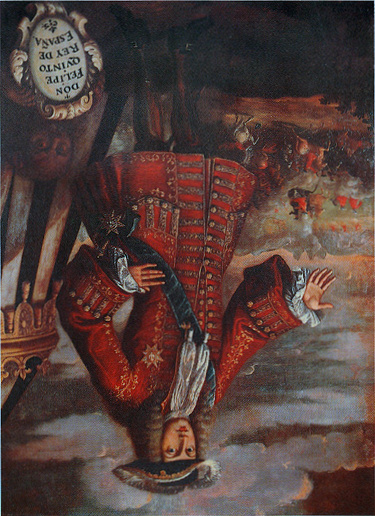
Imatge de Felip V, cap per avall, tal com està al Museu de l'Almodí de Xàtiva.

## La Nova Planta absolutista de València
La segona part del Reial Decret de 29-VI-1707 establia com serien governats a partir d'aleshores ambdós territoris. Invocava, novament, la seva voluntat que tots els seus dominis «es redueixin a les lleis de Castella, i a l'ús, pràctica i forma de govern que es té i ha tingut en ella i en els seus Tribunals sense cap diferència». L'abolició dels furs significava també que quedaven abolides les jurisdiccions pròpies dels valencians i els aragonesos, quedant abolits els privilegis d'estrangeria dels dos estats de la Corona d'Aragó. El fet de perdre la pròpia jurisdicció era presentat en el decret no com una pèrdua, sinó com un avantatge, assenyalant que a partir d'aquell moment «podent obtenir per aquesta raó els meus fidelíssims vassalls els castellans oficis i càrrecs a Aragó i València, de la mateixa manera que els aragonesos i valencians han de poder d'ara endavant gaudir-los a Castella sense cap distinció».
Aquesta disposició era explícitament presentada com una recompensa als seus súbdits castellans per haver-li estat fidels «facilitant jo per aquest mitjà als castellans motius perquè acreditin de nou els efectes de la meva gratitud, dispensant en ells els majors premis, i gràcies tan merescudes de la seva experimentada i copel·lada fidelitat», i interpretava que pels aragonesos i valencians també seria un avantatge. A la pràctica però, allò que succeí fou que els castellans, que tenien una majoria demogràfica notable respecte de valencians i aragonesos, passaren a ocupar llocs de responsabilitat a Aragó i a València. Finalment el decret establia que a partir d'aleshores els regnes d'Aragó i València s'haurien de governar amb unes institucions estructurades que «es governin i manegin en tot i per tot com les dues Cancelleries de Valladolid i Granada, observant literalment les mateixes regalies, lleis, pràctica, ordenances i costums que es guarden en aquestes, sense la menor distinció i diferència en res».
L'agost del 1707 es formà la Cancelleria de València tal com havia disposat el Reial Decret de 29-VI-1707, que després seria complementat per la Reial Cèdula de 7-X-1707, seguint l'estructura de les Chancillerias de Valladolid i Granada. Durant aquest període, Melchor Rafael de Macanaz fou nomenat jutge de Confiscacions i tingué confrontacions amb l'arquebisbe de València arran de les regalies. El sistema imposat a València fracassà per les friccions amb el capità general de València, i pel Reial Decret d'11-VI-1716 la Cancelleria de València fou reduïda a nivell de Reial Audiència tenint la mateixa planta que la Reial Audiència d'Aragó (borbònica). Com a òrgan de govern quedà presidida i subordinada al capità general de València i com a òrgan de justícia territorial estava presidida pel regent i subordinada a les resolucions del Consell de Castella. Com a òrgan de justícia estava constituïda per tres sales -dues per a assumptes civils i una per a criminals-, amb 4 oïdors a la sala del civil, 5 oïdors a la sala criminal, i un fiscal que posteriorment fou ampliat a 2. Al passar a tenir el mateix ordenament jurídic tant civil com criminal que els castellans, aquests deixaren d'esser estrangers a València i els funcionaris començaren a esser nomenats des de Madrid. La llengua de l'administració passà a esser el castellà, quedant-ne postergat el valencià.
- Reial Audiència de València (borbònica)
  - Institució: Reial Decret de 29-VI-1707 / Reial Cèdula de 7-X-1707 / Reial Decret d'11-VI-1716
  - Presidència: capità general de València, i en afers estrictament judicials el Regent.
  - Funcions: Com a òrgan de govern subordinada al capità general de València; com a òrgan de justícia territorial subordinada al Consell de Castella.
  - Composició: 1 Regent, 4 oïdors per als afers civils -en una sala, ampliada després a dos - i 5 oïdors per als criminals -una sala-, 1 fiscal. Posteriorment es creà una segon fiscalia.